# 木原外七
木原 外七（きはら ほかしち、1865年4月13日(慶応元年3月18日) - 1932年10月13日）は、日本のメソジストの牧師である。

## 生涯
慶応元年(1865年)越前国勝山に生まれる。

### 渡米
明治20年(1887年)にアメリカ合衆国に移住する。サンフランシスコ日本人教会寄宿舎に入居したことをきっかけに、鵜飼猛、松野菊太郎の影響を受けて回心し、キリスト教に入信する。
明治23年(1890年)7月に米国メスジスト教会の監督M・C・ハリスより洗礼を受ける。そして、カリフォルニアやハワイで開拓伝道をする。
明治29年(1896年)に酒販売路開拓のためにハワイに来ていた赤澤元造に出会い、赤澤を献身に導く。

### 帰国・伝道者
明治35年(1902年)に日本に帰国する。帰国後、青森、京城(ソウル)、那覇、鹿児島、大連、金沢、藤沢、経堂などの教会で開拓伝道に従事する。